# Orientierungs-Center
Ein Orientierungs-Center ist eine Variante eines Assessment-Centers, bei dem das Kompetenzprofil eines Teilnehmers mit den Soll-Profilen unterschiedlicher Karrieremöglichkeiten innerhalb eines Unternehmens verglichen wird.

## Vorgehen
Im Laufe des Verfahrens wird ein individuelles Profil für jeden Teilnehmer erstellt, was ähnlich wie bei einem Assessment-Center auf den Beobachtungen des Verhaltens von Teilnehmern in verschiedenen Übungen anhand bestimmter Kriterien erstellt wird. In den Übungen sind verschiedene Laufbahn-spezifische Herausforderungen widergespiegelt.
Dies dient dazu, dass der Teilnehmer einerseits Einblick in verschiedene Spezifika der verschiedenen Laufbahnen erhält, andererseits reflektieren die Teilnehmer ihre Interessensfelder und Motivationsfaktoren, und können sich so ein Bild über ihre eigenen Talente erarbeiten.

## Funktion
Orientierungs-Center ermöglichen die Entfaltung von Potentialen innerhalb eines Unternehmens. Die Teilnehmer bekommen verschiedenste Karriereoptionen, nicht nur die Führungslaufbahn aufgezeigt. Es ist somit ein Werkzeug der Karriereplanung, da es dem Teilnehmer Orientierung bietet.
Dem Unternehmen bieten Orientierungs-Center die Möglichkeit zur nachhaltigen Nachfolgeplanung.

## Einsatz
Ein Orientierungs-Center kann allein stehend sein oder Teil eines Development-Programms sein. Es eignet sich in hohem Maße als richtungsweisender Ausgangspunkt für zielgerichtete Entwicklungsschritte. Insbesondere an der Schwelle für eine Konkretisierung des beruflichen Werdegangs (z. B. Ende der Ausbildung oder der Trainee-Zeit) kann es dem Teilnehmer Optionen aufzeigen und Leistungsträger an das Unternehmen binden.

## Methode
Ein Orientierungs-Center besteht aus Bausteinen, die jeweils an den entsprechenden Kontext angepasst werden. Bei diesen einzelnen Bausteinen erarbeitet sich der Teilnehmer schrittweise ein klares Bild für seine individuelle berufliche Entwicklung.
Mögliche Bausteine:
- Simulations-Übungen wie in einem Assessment-Center, z. B. Fallstudien und Rollenspiele
- Vertiefte Beschäftigung mit der Motivation und Persönlichkeit des Teilnehmers basierend auf den Erfordernissen des Unternehmens
- Workshop-Elemente
- Austauschmöglichkeiten mit Inhabern von Schlüsselpositionen im Unternehmen

## Vorteile

### Für den Teilnehmer
Für den Teilnehmer ist es von Vorteil, dass er gezielte Unterstützung bekommt. Verhaltensorientiertes und individuelles Feedback signalisieren ihm Wertschätzung. Diese Rückmeldung sensibilisiert ihn für bessere Wahrnehmung eigener Stärken und Entwicklungsfelder und ihm werden konkrete Schritte zur Weiterentwicklung gezeigt. Außerdem wird der Teilnehmer aufgrund der hohen Transparenz der Anforderungen höherer Positionen zur eigenverantwortlichen Erreichung seiner Ziele motiviert.

### Für das Unternehmen
Die Unternehmensführung erhält Informationen über die vorhandenen Potenziale im Unternehmen und kann so sein Personal gezielt und effizient entwickeln. Dies ermöglicht in Verbindung mit der Förderung unternehmensrelevanter Kompetenzen eine weitreichende Nachfolgeplanung. Identifizierte Potenzialträger werden durch das Orientierungs-Center langfristig an das Unternehmen gebunden und somit die Fluktuation gesenkt.

## Abgrenzung zu anderen Verfahren
|       | Assessment-Center                                                             | Development-Center | Orientierungs-Center                                                         |
| ----- | ----------------------------------------------------------------------------- | --- | ---------------------------------------------------------------------------- |
| Fokus | Fähigkeiten eines Teilnehmers bzgl. verschiedener stellenrelevanter Kriterien | Entwicklungspotenzial eines Teilnehmers bzgl. unternehmensspezifischer Kriterien                                       | Passung zu verschiedenen Laufbahnen im Unternehmen                           |
| Ziel  | Auswahl des Teilnehmers mit der besten Passung auf eine zu besetzende Stelle  | Ableitung von Entwicklungsmaßnahmen, welche den Erfolg des Teilnehmers in seinem Fähigkeitsbereich unterstützen sollen | Orientierungshilfe bei der Unterstützung einer zielführenden Karriereplanung |